# FA Community Shield 2022
Il FA Community Shield 2022 si è disputato il 30 luglio 2022 al King Power Stadium di Leicester. Per la prima volta dopo dieci anni, il luogo della finale non è stato il Wembley Stadium di Londra dato che, il giorno seguente, l'impianto avrebbe ospitato la finale del campionato europeo femminile.
A sfidarsi sono stati il Manchester City, campione d'Inghilterra in carica e il Liverpool, detentore dell'ultima FA Cup. Il trofeo è stato vinto dal Liverpool, al sedicesimo successo nella competizione.

## Partecipanti
| Squadre         | Qualificazione                           | Partecipazioni precedenti (il grassetto indica la vittoria)                                                                                 |
| --------------- | ---------------------------------------- | --- |
| Manchester City | Vincitore della Premier League 2021-2022 | 13 (1934, 1937, 1956, 1968, 1969, 1972, 1973, 2011, 2012, 2014, 2018, 2019, 2021)                                                           |
| Liverpool       | Vincitore della FA Cup 2021-2022         | 23 (1922, 1964,1965,1966, 1971, 1974, 1976, 1977, 1979, 1980, 1982, 1983, 1984, 1986, 1988, 1989, 1990, 1992, 2001, 2002, 2006, 2019, 2020) |

## Tabellino
| Arbitro: | Craig Pawson (Sheffield & Hallamshire) |

|                                                   |           |             |
| Alexander-Arnold 21’ Salah 83’ (rig.) Núñez 90+4’ | Marcatori | 70’ Álvarez |

| Liverpool | Manchester City |

| P               | 13 | Adrián                 |       |       |
| D               | 66 | Trent Alexander-Arnold |       | 74’   |
| D               | 32 | Joël Matip             |       |       |
| D               | 4  | Virgil van Dijk        |       |       |
| D               | 26 | Andrew Robertson       |       |       |
| C               | 14 | Jordan Henderson       |       | 73’   |
| C               | 3  | Fabinho                |       |       |
| C               | 6  | Thiago                 |       | 85’   |
| A               | 11 | Mohamed Salah          |       | 90+5’ |
| A               | 9  | Roberto Firmino        |       | 59’   |
| A               | 23 | Luis Díaz              |       | 90’   |
| A disposizione: |    |                        |       |       |
| P               | 95 | Harvey Davies          |       |       |
| D               | 2  | Joe Gomez              |       |       |
| D               | 5  | Ibrahima Konaté        |       |       |
| C               | 7  | James Milner           |       | 74’   |
| C               | 8  | Naby Keïta             |       | 85’   |
| C               | 17 | Curtis Jones           |       | 90+5’ |
| C               | 19 | Harvey Elliott         |       | 73’   |
| A               | 27 | Darwin Núñez           | 90+5’ | 59’   |
| A               | 28 | Fábio Carvalho         |       | 90’   |
| Allenatore:     |    |                        |       |       |
| Jürgen Klopp    |    |                        |       |       |

| P               | 31 | Ederson             |     |     |
| D               | 2  | Kyle Walker         |     |     |
| D               | 3  | Rúben Dias          | 83’ |     |
| D               | 6  | Nathan Aké          |     |     |
| D               | 7  | João Cancelo        |     |     |
| C               | 17 | Kevin De Bruyne     |     | 73’ |
| C               | 16 | Rodri               |     |     |
| C               | 20 | Bernardo Silva      |     |     |
| A               | 26 | Riyad Mahrez        |     | 58’ |
| A               | 9  | Erling Haaland      |     |     |
| A               | 10 | Jack Grealish       |     | 58’ |
| A disposizione: |    |                     |     |     |
| P               | 18 | Stefan Ortega       |     |     |
| D               | 5  | John Stones         |     |     |
| D               | 79 | Luke Mbete          |     |     |
| D               | 97 | Josh Wilson-Esbrand |     |     |
| C               | 4  | Kalvin Phillips     |     |     |
| C               | 8  | İlkay Gündoğan      |     | 73’ |
| C               | 47 | Phil Foden          |     | 58’ |
| C               | 80 | Cole Palmer         |     |     |
| A               | 19 | Julián Álvarez      |     | 58’ |
| Allenatore:     |    |                     |     |     |
| Josep Guardiola |    |                     |     |     |